# Lwówek Śląski (stacja kolejowa)
Lwówek Śląski – przelotowa stacja kolejowa w Lwówku Śląskim, w Polsce. Stacja powstała 15 października 1885, wraz z budową linii z Gryfowa Śląskiego. Odgrywała ona dawniej w ruchu osobowym znaczącą rolę jako węzeł kolejowy, z którego odchodziły linie w czterech kierunkach: do Gryfowa Śląskiego, Jeleniej Góry, Jerzmanic-Zdroju oraz Zebrzydowej.
Stacja przynależy do oddziału regionalnego PKP Polskich Linii Kolejowych we Wrocławiu i Zakładu Linii Kolejowych w Wałbrzychu.

## Położenie
Stacja jest położona w centralnej części Lwówka Śląskiego, na wschód od Starego Miasta, ok. 600 m od Placu Wolności. Ograniczają ją ulice: Andrzeja Struga (od wschodu), Betleja (droga wojewódzka nr 364, od południa) oraz Dworcowa i Rzeczna (od zachodu). Administracyjnie stacja położona jest w województwie dolnośląskim, w powiecie lwóweckim, w gminie Lwówek Śląski.
Stacja jest położona na wysokości 211 m n.p.m.

## Historia

### Do 1945
Powstanie linii kolejowej do Lwówka Śląskiego, a wraz z tym stacji było spowodowane likwidacją jednostki wojskowej w mieście i przeniesieniem jej do Legnicy, a linia stanowiła rekompensatę za jej likwidację. Pierwszy odcinek, który otwarto 15 października 1885 łączył omawianą stację z Gryfowem Śląskim. Lwówek Śląski był wtedy stacją końcową. 10 lat później linię przedłużono do Nowej Wsi Grodziskiej. Odcinek ten oddano do użytku 1 grudnia 1895. Znaczenie stacji w Lwówku Śląskim wzrosło do rangi stacji węzłowej 9 lat później. Wtedy to 20 lipca 1904 ukończono i otwarto północny, mniej skomplikowany technicznie odcinek Kolei Doliny Bobru, czyli połączenie z Zebrzydowej. Połączenie z Jelenią Górą chronologicznie było ostatnią, nowo wybudowaną linią do Lwówka Śląskiego. Linię Jelenia Góra – Lwówek Śląski uruchamiano etapami: odcinek Wleń – Lwówek Śląski oddano do użytku 1 lipca 1909, a cały odcinek Jelenia Góra – Lwówek Śląski uroczyście uruchomiono 28 lipca tego roku, dzięki czemu z Lwówka Śląskiego odchodziły linie kolejowe w czterech kierunkach. Wraz z dwoma ostatnimi odcinkami, wchodzącymi w skład Kolei Doliny Bobru zmodernizowano stację. Wybudowano m.in. wiaty nad peronami oraz przejście podziemne, a także nieznacznie przebudowano i wydłużono tory stacyjne za peronami oraz wybudowano dwie nastawnie. Budowa tej linii doprowadziła do rozwoju gospodarczego miasta, w tym przemysłu i turystyki.

### Po 1945
Po 1945 cała infrastruktura kolejowa na stacji przeszła w zarząd PKP. Wtedy też rozpoczął się powolny upadek znaczenia stacji w strukturze sieci kolejowej na Dolnym Śląsku, które spotęgowały przemiany gospodarcze, trwające od 1989. Połączenia do Jeleniej Góry po odbudowie zniszczonych 8 maja 1945 przez Niemców wlotów do tuneli i przyczółków mostów uruchomiono 10 listopada 1946. W latach 50. XX w. dokonano pierwszych prób likwidacji połączeń z Lwówka Śląskiego. W listopadzie 1950 zlikwidowano połączenie kolejowe do Świeradowa Zdroju. Z tego powodu Prezydium Powiatowej Rady Narodowej w Lwówku Śląskim zwróciło się do DOKP we Wrocławiu o wznowienie ruchu, co ostatecznie udało się osiągnąć. Mimo tego w późniejszym czasie częściowo zlikwidowano to połączenie – w 1983 zawieszono kursowanie połączeń pasażerskich na odcinku Gryfów Śląski – Lwówek Śląski, a odcinek do Lubomierza zamknięto. W międzyczasie, w okresie 1960-1970 wybudowano 4 tory boczne oraz garaż dla drezyn i rampę boczną. 1 października 1991 zawieszono połączenia pasażerskie na odcinku Lwówek Śląski – Nowa Wieś Grodziska, a w 1992 linię zlikwidowano. 31 marca 1996 r. zakończono kursowanie pociągów pasażerskich na trasie Lwówek Śląski – Zebrzydowa, które reaktywowano 9 grudnia 2007. Połączenie to ponownie zlikwidowano 12 grudnia 2010, a po 23 dniach reaktywowano (3 stycznia 2011) przez spółkę Koleje Dolnośląskie. Odcinek ten powtórnie zamknięto 11 grudnia tegoż roku.

## Infrastruktura

### Linie kolejowe

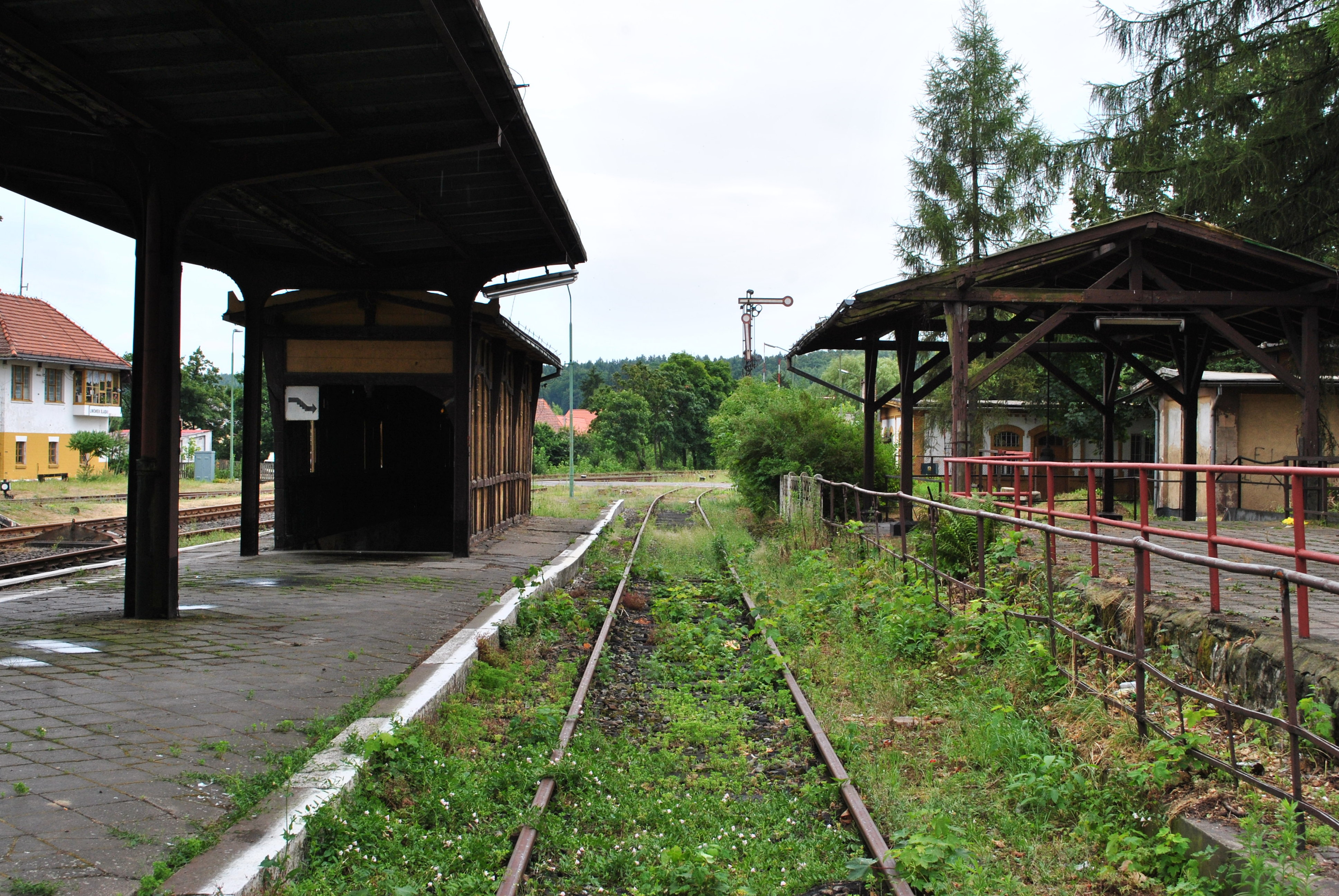
Tor w kierunku Jeleniej Góry na wysokości dworca kolejowego

Stacja Lwówek Śląski miała pierwotnie charakter stacji węzłowej. Przebiegają przez nią następujące linie:
- 283 Jelenia Góra – Ławszowa (d. Jelenia Góra – Żagań; 10. posterunek ruchu; 32,636 km; do stacji Lwówek Śląski ruch pasażerski i towarowy, dalej ruch towarowy),
- Dawna 284 Legnica – Pobiedna (13. posterunek ruchu; 48,572 km; linia nieprzejezdna, za stacją Lwówek Śląski rozebrana),

Układ torowy wielokrotnie ulegał przebudowie, z czego ostatnia odbyła się pod koniec 2013. Według stanu z 9 stycznia 2014 na stacji znajdują się 4 tory przy peronach (tor 1, 4, 6 i 8) oraz tor boczny (3). Rozebrano tory grupy towarowej: 5, 7 i 9 oraz inne tory boczne przy rampach: 10, 12, 14 i 18. Tory 11 i 13 stanowią garaże drezyn PKP PLK. Wcześniejszy układ torowy na stacji stanowiły 2 tory główne zasadnicze, 1 tor główny dodatkowy, 9 torów bocznych, w tym 3 ładunkowe i 3 trakcyjne.

### Dworzec kolejowy z magazynem

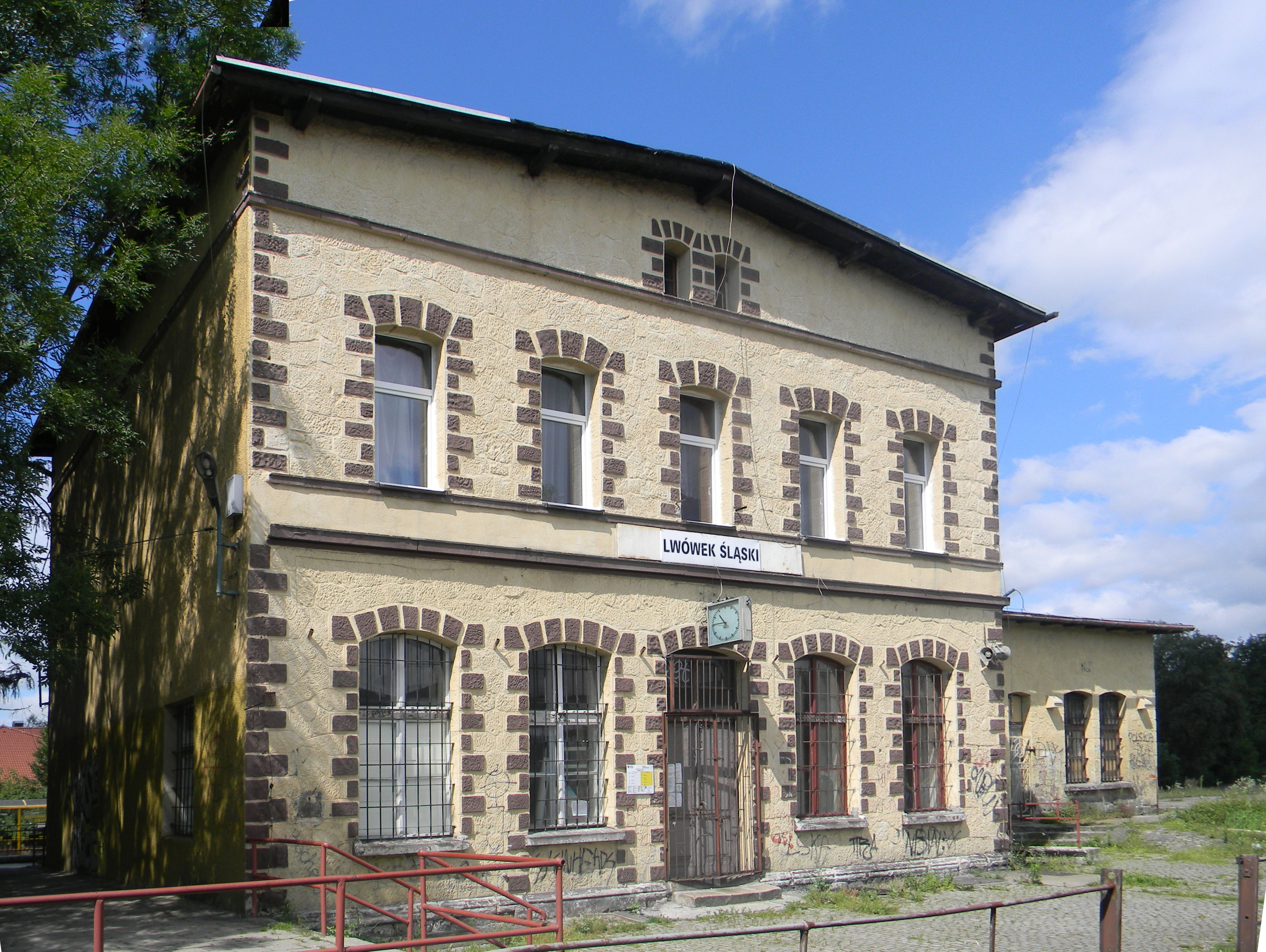
Budynek dworca od strony torów

Dworzec kolejowy, pochodzący z 1885 znajduje się po zachodniej stronie stacji, przy ul. Dworcowej 1. Budynek dworca jest dwukondygnacyjny i murowany. Pełni obecnie głównie funkcje mieszkalne. Do dworca przylega magazyn z rampą załadunkową. Cały kompleks uległ w przeszłości przebudowie. Pierwotnie do dworca przylegała drewniano-murowana dobudówka z werandą (po południowej stronie), a także dodatkowe magazyny (po północnej stronie).
W budynku pierwotnie funkcjonowała poczekalnia, kasa biletowa, bufet, pomieszczenia biurowe, łączności i obsługi, a na piętrze mieściły się mieszkania dla pracowników stacji

### Perony

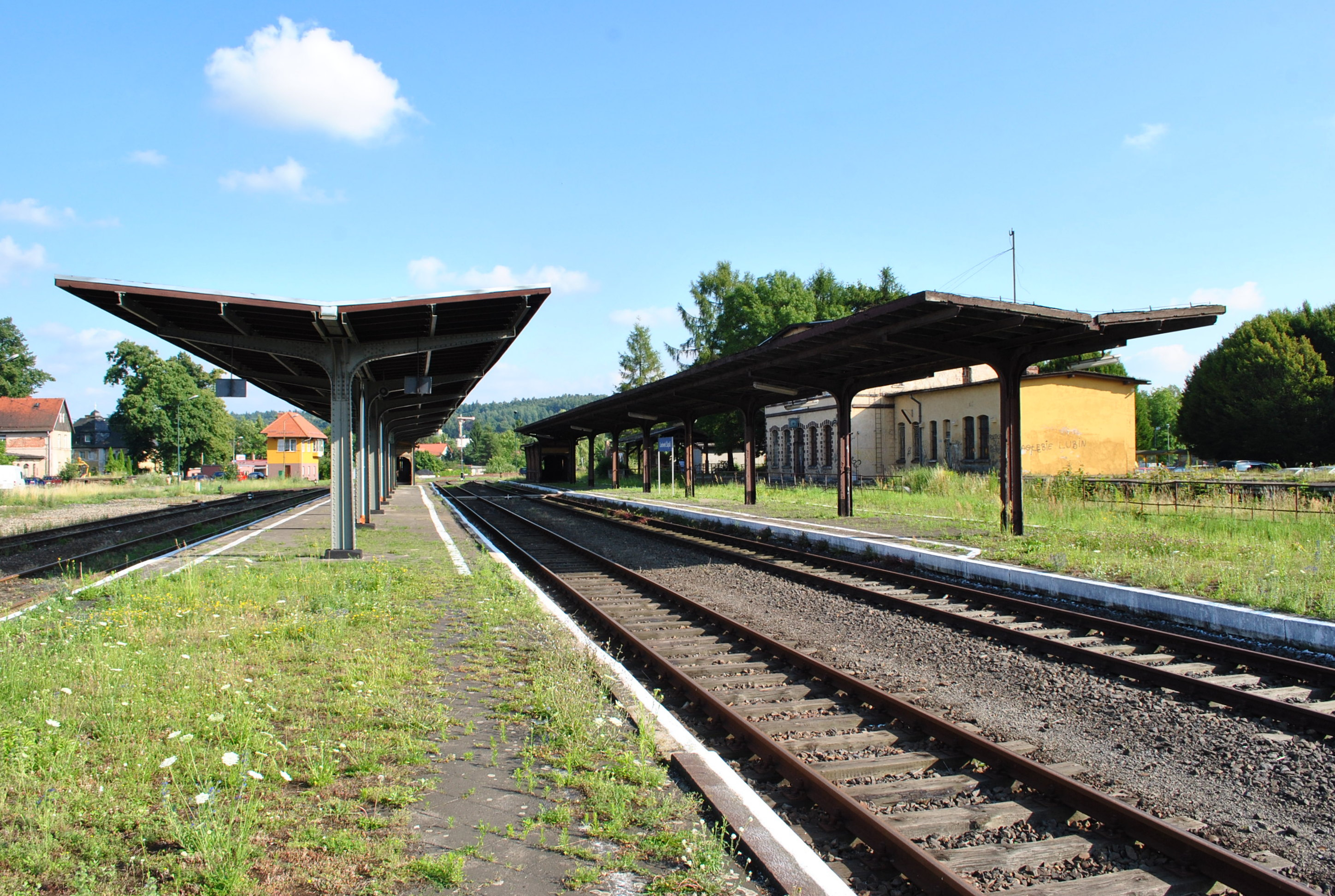
Peron 1. i 2. na stacji (widok w stronę Jeleniej Góry)

Na stacji znajdują się 2 perony. Są to perony wyspowe niskie, o wysokości 0,25 m, z czego peron 1. ma długość 235 m, a 2. 230 m. Perony mają nawierzchnię mieszaną, z płyty betonowej i nawierzchni gruntowej ulepszonej żwirem lub żużlem. Są one częściowo zadaszone oraz wyposażone w urządzenia nagłaśniające. Dostęp do nich jest poprzez przejścia podziemne (wejścia do przejścia podziemnego są zadaszone i drewniane). Pierwotnie perony były ziemne oraz bez wiat i przejścia podziemnego. Wybudowano je w latach 1904-1909, wraz z budową linii Kolei Doliny Bobru.
Wiata nad peronem 2 w połowie 2014 przeszła remont. Wymieniono dach, wykonano nowe odwodnienie, a także zostały zabezpieczone i pomalowane stalowe elementy wiaty. Koszt remontu wynosił ok. 260 tys. zł.

### Obiekty sterowania ruchem kolejowym

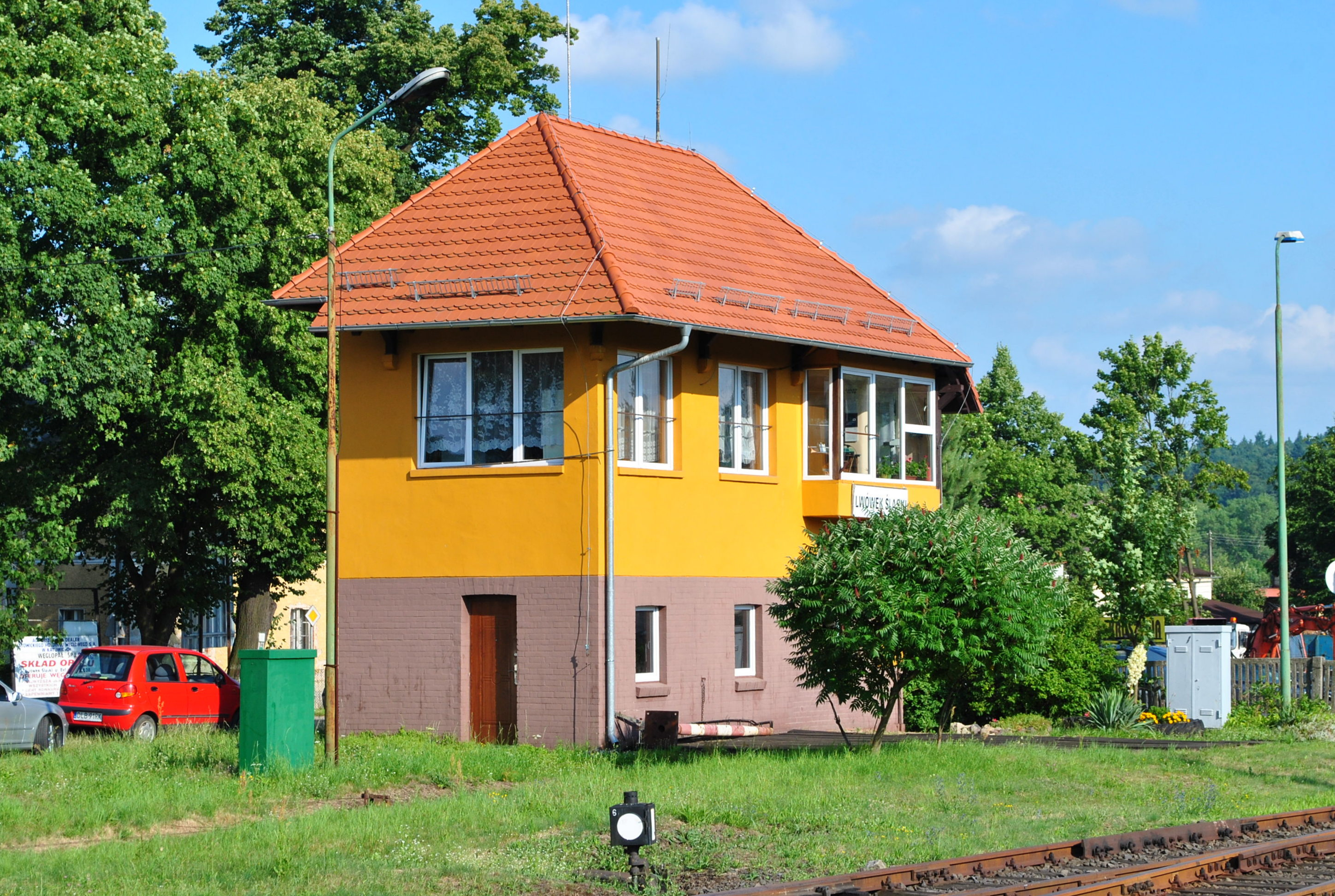
Nastawnia dysponująca LS

Spośród obiektów sterowania ruchem kolejowym na stacji dominują urządzenia mechaniczne. W kierunku Jeleniej Góry znajdują się semafory kształtowe, natomiast semafor wjazdowy od strony Niwnic jest semaforem świetlnym.
Na stacji podczas jej rozbudowy na początku XX w. powstały dwie nastawnie. W 2006 lub 2007 rozebrano nastawnię od strony Zebrzydowej. Używana jest natomiast nastawnia dysponującej LS (położona od strony Jeleniej Góry).

### Parowozownia

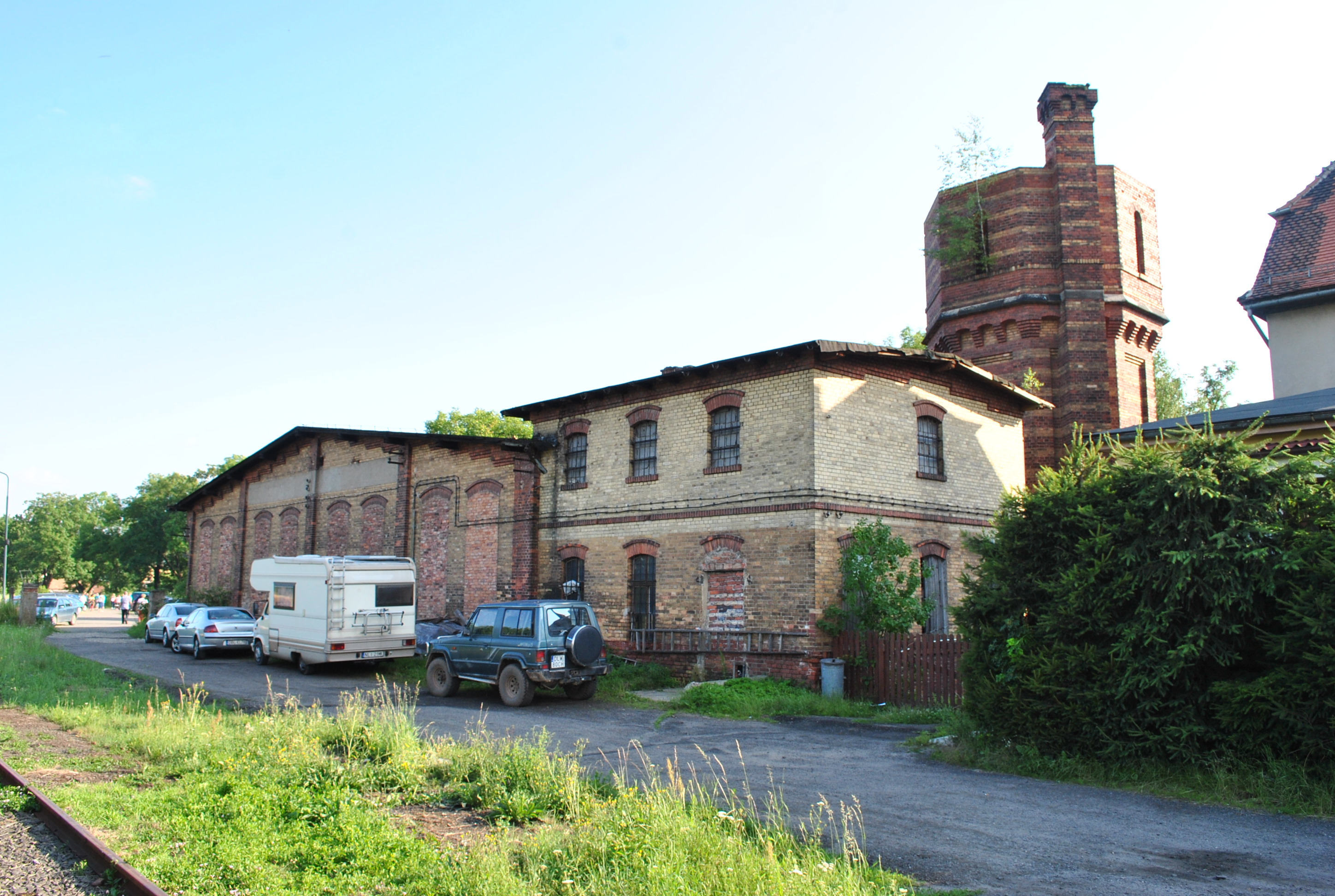
Dawna parowozownia i wieża wodna

Na stacji znajduje się dawna, czterostanowiskowa parowozownia z zapleczem technicznym i własną wieżą wodną. Posiadała ona jeden kanał rewizyjny, a także funkcjonowała obrotnica. Dawna parowozownia jest położona przy północnym wyjeździe ze stacji, na zachód od torów głównych. Nie pełni już swojej funkcji – mieści się w niej hurtownia materiałów budowlanych.

### Wieża wodna

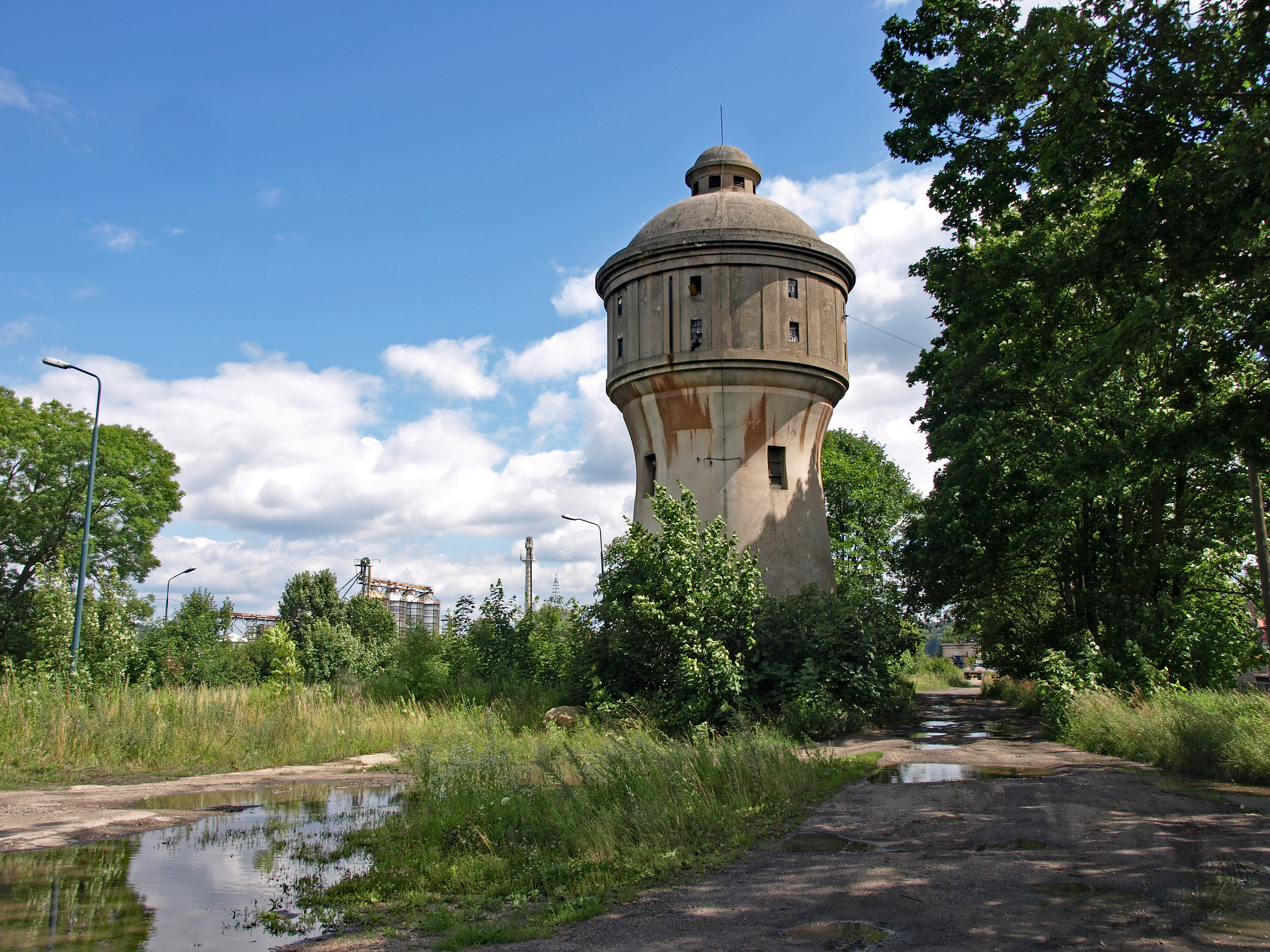
Betonowa wieża wodna

Na stacji znajdują się dwie wieże wodne:
- położona ok. 300 m na północ okrągła, betonowa wieża na 20 tys. litrów wody, wybudowana w 1926; w stanie dobrym, używana dla potrzeb obiektów kolejowych i mieszkań pracowników,
- położona ok. 700 m na północ, przy parowozowni, ceglana wieża z ok. 1895 z zachowanym zbiornikiem wodnym; zrujnowana, bez dachu.

### Bocznice
Na stacji znajdują się dwie bocznice:
- bocznica Zakładów Piwowarskich,
- bocznica zakładów zbożowych z silosami.

### Pozostała infrastruktura
Stacja według stanu z 1905 prócz omówionych elementów infrastruktury dodatkowo posiadała wc, budynek gospodarczy, 2 place ładunkowe z dźwigiem i rampą boczno-czołową oraz 3 żurawie wodne i wagę wagonową. Obecnie znajdują się i są użytkowane garaże, warsztaty i budynek zabezpieczenia drogowego PKP PLK.

## Ruch pociągów pasażerskich

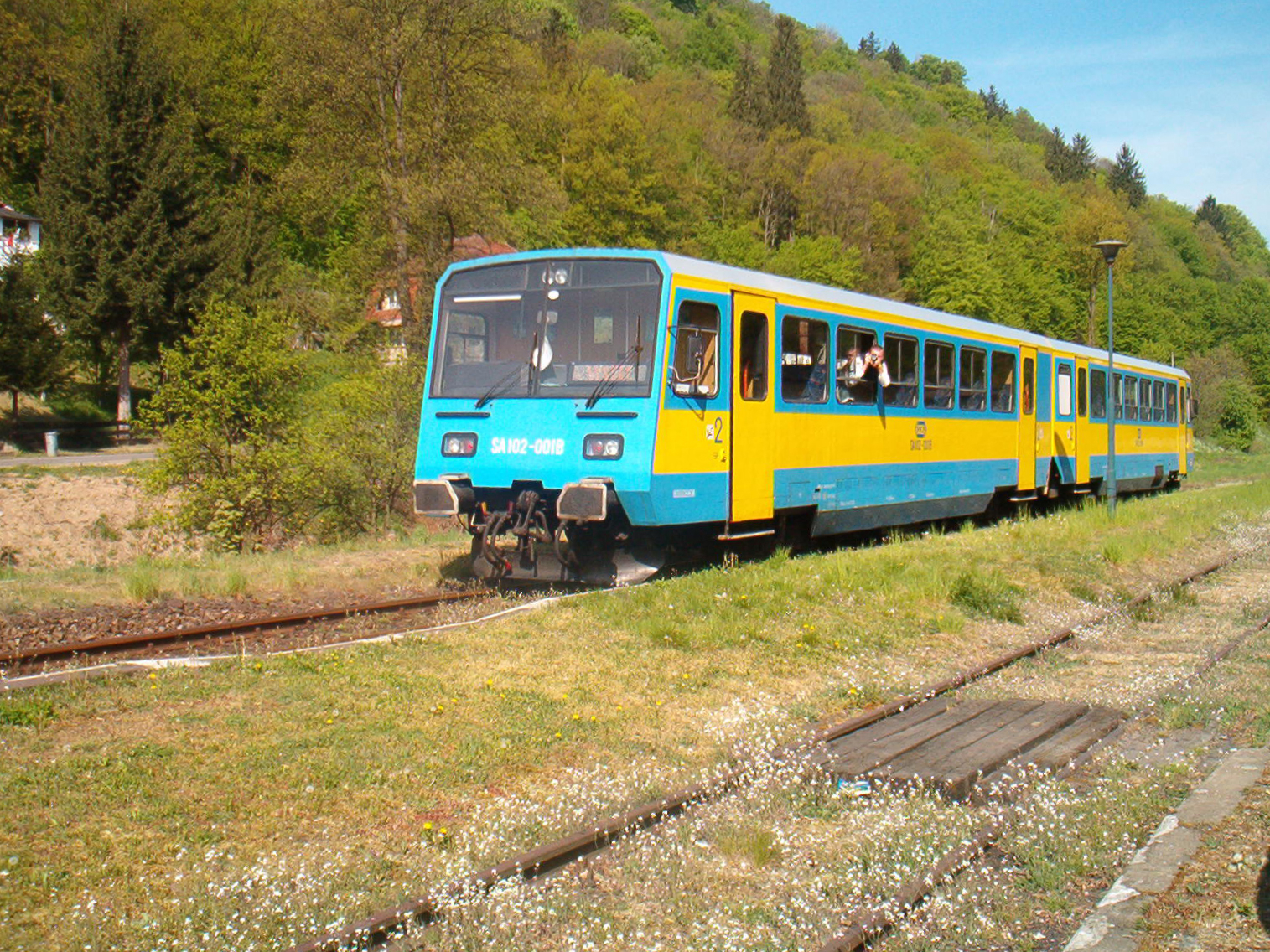
SA102 na trasie Jelenia Góra – Lwówek Śląski (2007)

Stacja Lwówek Śląski w ruchu pasażerskim odgrywa rolę regionalną i tylko pociągi tego typu się na niej zatrzymują. Według rozkładu jazdy z okresu 2013/2014 do stacji kursowały pociągi relacji D62 Jelenia Góra – Lwówek Śląski (4 pary w dni robocze, 3 pary w dni wolne), tak więc stacja ta była pierwszą i ostatnią na tej trasie. Czas dojazdu z i do Jeleniej Góry wynosił wówczas 1:14. Połączenia te obsługiwała spółka Koleje Dolnośląskie.
Od 2014 duża część połączeń na trasie Jelenia Góra – Lwówek Śląski była zastępowana przez autobusową komunikację zastępczą, wynikało to z problemów taborowych przewoźnika. Od grudnia 2014 codzienne połączenia na tej trasie zostały zlikwidowane, natomiast uruchomiono weekendowe połączenie na trasie Wrocław Główny – Jelenia Góra przez Legnicę, Zebrzydową i Lwówek Śląski.

### Połączenia
| Okres   | Stacja docelowa                                                                                               | Liczba połączeń | Źródło        |
| ------- | --- | --------------- | ------------- |
| 1980/81 | Jelenia Góra Świeradów Zdrój Legnica Węgliniec Żagań/Poznań Główny Żagań/Szczecin Główny Zebrzydowa Złotoryja | 8 4 3 1         | [ 31 ] [ 32 ] |
| 2000/01 | Jelenia Góra                                                                                                  | 5               | [ 33 ]        |
| 2013/14 | Jelenia Góra                                                                                                  | 4               | [ 26 ]        |

## Powiązania komunikacyjne
Przed budynkiem dworca znajduje się duży przystanek komunikacji autobusowej, z którego to według danych z 22 stycznia 2014 r. odjeżdżają autobusy w ponad 30 kierunkach. Główne z nich to: Bolesławiec, Gryfów Śląski i Jelenia Góra.